# Jean-Gaspard Charles
Jean Gaspard Benoît Charles est un homme politique français, né en 1730 à Rouen où il meurt le 20 février 1804.
Substitut au Parlement de Rouen, il est élu député de la Seine-Inférieure au Conseil des Cinq-Cents le 22 germinal an V, où il siège jusqu'en l'an VII.

## Sources
- « Jean-Gaspard Charles », dans Adolphe Robert et Gaston Cougny, Dictionnaire des parlementaires français, Edgar Bourloton, 1889-1891 [détail de l’édition]